# Parelectroides chalybea
Parelectroides chalybea är en fjärilsart som beskrevs av Felder och Alois Friedrich Rogenhofer 1875. Parelectroides chalybea ingår i släktet Parelectroides och familjen stävmalar. Inga underarter finns listade i Catalogue of Life.